# کلرید تولیم (III)
کلرید تولیم(III) (به انگلیسی: Thulium(III) chloride) با فرمول شیمیایی TmCl۳ یک ترکیب شیمیایی با شناسه پاب‌کم ۲۴۸۶۷۵۲۷ است. که جرم مولی آن 275.292 g/mol می‌باشد. شکل ظاهری این ترکیب، بلورهای زرد است.